# Thrinchostoma malelanum
Thrinchostoma malelanum är en biart som beskrevs av Cockerell 1937. Thrinchostoma malelanum ingår i släktet Thrinchostoma och familjen vägbin. Inga underarter finns listade i Catalogue of Life.